# Nicolo Giraud
Nicolo Giraud ou Nicolas Giraud (c. 1795–?) é conhecido por ter sido amigo e possivelmente amante do poeta romântico inglês George Gordon Byron. Giraud conheceu o poeta provavelmente perto de 1810, enquanto Byron encontrava-se em Atenas, onde passaram muito tempo juntos. Diz-se que Giraud ensinou a Byron o italiano, e que foi seu colega de viagem na Grécia. O poeta pagou a educação do jovem e deixou escrito em seu testamento que Giraud devia receber, na sua morte, 7.000 £ (quase equivalentes a 380.000 £ em 2010). No entanto, anos após cada um tomar seu caminho e se separarem, o poeta inglês modificou seu testamento e tirou toda a menção ao jovem grego. Além de sua relação com Byron, pouco se sabe da vida de Giraud.
A amizade entre ambos se converteu num tema de interesse entre os biógrafos e estudiosos de Byron. Muitos acham que a relação entre ambos era meramente platónica; no entanto, tem sido usado as correspondências entre Byron e seus amigos desde o final do século XX para argumentar que ambos mantinham uma relação amorosa. A primeira insinuação de uma relação sexual entre ambos vem do poema de George Colmam intitulado Dom Leon, no qual Byron é o protagonista e se apresenta a Giraud como seu libertador dos preconceitos sexuais próprios da Grã-Bretanha. No entanto, o poema não é biográfico, já que demonstra os pontos de vista sociais e políticos do próprio Colmam.

## Vida

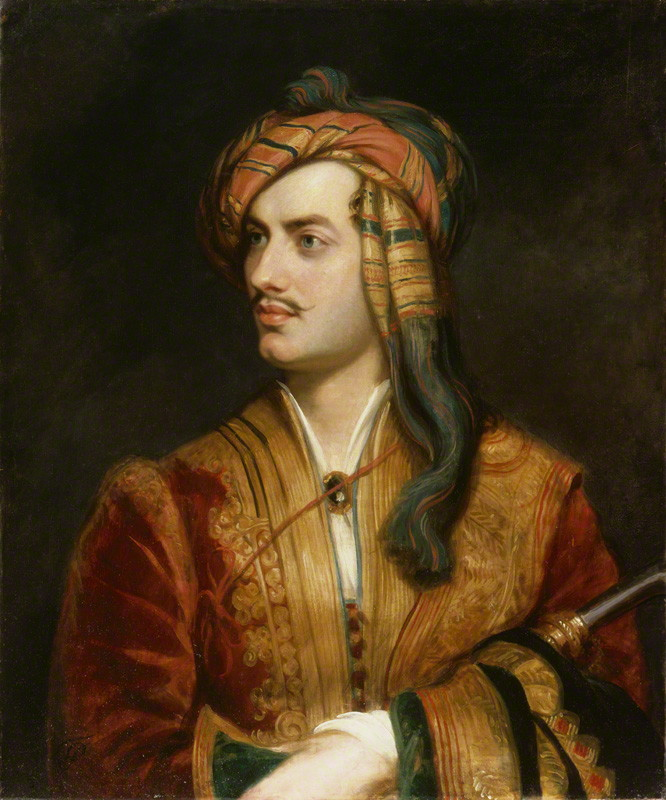
George Gordon Byron em 1813.

Nicolas Giraud nasceu na Grécia, filho de pais franceses; o nome Nicolo, pelo qual ele é mais conhecido, foi dado Byron. Giraud poderia ter sido cunhado de Giovanni Battista Lusieri, um pintor romano e corretor da bolsa de Lord Elgin. No entanto, Demetrius Zograffo, o guia de Byron na Grécia, informou ao poeta que Lusieri, de 60 anos, não estava casado, e que estava cortejando a duas mulheres de tal modo, que a cada uma achava que ele ia se casar com ela. Lusieri teve uma relação próxima com Giraud, pelo que é possível que ambos estivessem vinculados de outra maneira, talvez como pai e filho.
Em janeiro de 1809, Byron conheceu a Giraud em Atenas enquanto viajava, e ambos foram parceiros até que Byron retomou suas viagens em março. Durante o ano seguinte Giraud trabalhou num monastério capuchino até que lhe encarregaram de ensinar italiano a Byron, depois do seu regresso a Grécia. Neste tempo ambos dedicaram seus dias a estudar, nadar e desfrutar da paisagem enquanto Byron compunha poesia. 
Byron levou Giraud para visitar Charles Meryon, um doutor inglês que relatou a visita em suas memórias, ressaltando o vívido interesse de Byron pelo jovem. Mais tarde um servente de Byron estenderia o rumor de que a consulta se deveu a um rompimento anal. Meryon foi um assíduo parceiro de viagem junto com Michael Bruce e Hester Stanhope, outras amizades de Byron. Os relatos de Michael Bruce e Howe Browne, ambas testemunhas dos encontros de Byron e Giraud, proporcionam a confirmação da relação ao biógrafo de Byron, Thomas Moore, ainda que em termos pejorativos. No verão de 1810, Giraud atuou como mordomo de Byron durante suas viagens ao Peloponeso e cuidou dele quando este ficou doente, enquanto estavam em Patras, tanto que acabou se enfermando também  Depois de sua recuperação, mesmo ainda se encontrando fraco, o casal continuou suas viagens, chegando a Atenas no dia 13 de outubro. Em novembro uniram-se a eles Lusieri, o cônsul francês Louis-Francois-Sebastien Fauvel e um grupo de acadêmicos alemães.
Finalmente ambos se separaram em Valeta, Malta. Byron ocupou-se da educação de Giraud pagando seus estudos num monastério da ilha. Os dois mantiveram-se em contato mediante correspondência. Um ano mais tarde Giraud abandonou o monastério dizendo a Byron que estava cansado da companhia dos monges. Pouco tempo depois de Giraud abandonar Malta, Byron lhe deixou em seu testamento 7.000 £ (equivalentes a 380.000 £ do ano 2010), quase o dobro do que mais tarde deixaria para o reparo da armada grega. O testamento dizia: "Para Nicolo Giraud de Atenas, cidadão da França, mas nascido na Grécia, a soma de sete mil libras esterlinas, pagar a partir da venda das partes de Rochdale, Newstead ou outros lugares, de modo que possam permitir que o mencionado Nicolo Giraud [...] possa receber a soma mencionada ao cumprir os 21 anos de idade". No entanto Byron mais tarde eliminou-o de seu testamento, como fez com seus outros jovens parceiros, incluindo a John Edleston.
Giraud escreveu a Byron em janeiro de 1815
Byron não respondeu à correspondência de Nicolo, no que Nicolo menciona na carta: "Já têm passado quase três anos desde que cheguei a Atenas; e mandei-te numerosas cartas, mas não tenho recebido nenhuma resposta". É possível que Byron não respondesse porque já estava casado e, segundo o biógrafo do século XX Phyllis Grosskurth, "Nicolo era a última pessoa da qual desejaria receber notícias."

## Relação com Byron
A relação de Giraud com Byron tem sido tema de discussão entre os biógrafos de Byron. Um dos primeiros biógrafos do inglês, Moore, descreveu a relação entre o poeta inglês e Giraud.
No entanto, o trabalho de Moore foi comentado pelo amigo pessoal de Byron, John Hobhouse, quem disse que "Moore não tinha nem a mais remota ideia da razão real que induziu a Lord B. a preferir não ter perto dele ou constantemente a seu redor um inglês". Apesar da inclinação de Moore contra as classes baixas e o fato de que Byron passava tempo com outros garotos durante sua estadia na Grécia, Byron se manteve próximo a Giraud enquanto estiveram juntos.

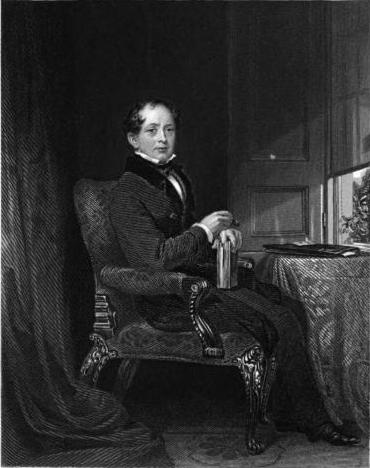
Thomas Moore, biógrafo de Byron.

André Maurois, biógrafo do começo do século XX, assinala que "o que Byron era capaz de amar em outro era um tipo específico de inocência e juventude", e que a relação era uma das "paixões protetoras" do inglês. Igualmente, G. Wilson Knight, em sua biografia de 1953 sobre o poeta, acha que este se tornou protetor com Giraud da mesma forma que o fez com todos os garotos que conheceu em suas viagens. No entanto, Giraud era especial para Byron, e, segundo Knight, "provavelmente pensava em Nicolo quando escreveu que a Grécia era o único lugar que alguma vez me contentou". Em Byron: A Biography, publicado em 1957, Marchand assinala que o poeta "desejava que Hobhouse estivesse ali para compartilhar essa felicidade sem sentido" que tinha lugar quando Byron e Giraud estavam juntos, mas mudou de opinião depois de recordar que a personalidade de Hobhouse não era dada ao entretenimento. Seu tempo juntos "foi um prazer relaxado que [Byron] recordaria com mais carinho do que a maioria de aventuras de suas viagens".
Certos críticos estão em desacordo com a especulação existente sobre a relação entre Byron e Giraud. Ethel Mayne, biógrafo do começo do século XX, indica um relacionamento normal como a realizada por tanto jovens, e sua ambiguidade inerente, quando diz: "Sua estadia também esteve marcada por uma dessas amizades ambíguas, com um jovem infinitamente mais jovem que ele, das quais uma e outra vez ele tinha experimentado em sua vida [...] Supõe-se que o patrão devia aprender o italiano de [Giraud]; esse foi o pretexto para lhe dar, ao se separar em Malta em 1811 [...] uma considerável soma de dinheiro". Elizabeth Longford, em sua biografia de 1976, não está de acordo com as afirmações de que teve uma relação física entre ambos, e argumenta que "o favorito de Byron entre os ragazzi era Nicolo Giraud. Tinha-se juntado a Nicolo pela primeira vez quando Hobhouse estava de viagem em Eubea no ano anterior, mas não existem provas de que seus sentimentos por Nicolo fossem qualquer outra coisa que platônicos e protetores". Jerome Christensen seguiu este ponto de vista em 1993, acrescentando que "conhecemos pouco mais que o que Byron nos diz".
No entanto, Christensen apressa-se em afirmar que "ainda que não existem provas de que Lord Byron, padrone e amico, foi alguma vez tão vulgar como para estabelecer um preço de mercado exato para seus planos sexuais na Grécia, Nicolo Giraud, em troca de Eustathius no afeto de Byron, foi contratado como interprete e mordomo, já que com quase certeza implicava um pagamento em amor e dinheiro." A biografia de D. L. MacDonald de 1986 simplesmente descreve Giraud como "o grande amor do tour oriental de Byron". Outros, tais como Jay Losey e William Brewer em sua análise da sexualidade do século XIX, especulam que a relação de Byron com Giraud se moldou como uma forma grega de pederastia, e o erudito de estudos homossexuais Louis Crompton acha que a pederastia foi uma faceta da vida de Byron e que suas cartas sugerem uma relação sexual entre os dois.Igualmente o que assinala Paul Douglass, numa análise dos estudos biográficos de Byron, Crompton também afirma que biógrafos como Leslie Marchand ignoraram a natureza da relação de Byron com Giraud. No entanto, Douglass também menciona que a obra de Crompton, Byron and Greek Love, "se centra na vida de Byron em torno de um único assunto, ao invés de tentar criar uma perspectiva mais ampla. Estes estudos originam reações negativas daqueles que acham que o autor tenta distorcer Byron para que se molde ao tema, apresentando uma versão parcial".
Benita Eisler, no ano 2000, argumenta que Giraud foi uma das conquistas sexuais mais planejadas por Byron. Eisler afirma que ainda que no princípio o poeta foi incapaz de conseguir "esse estado de total e completa satisfação" com uma relação sexual com Giraud, escreveu a Charles Matthes declarando que logo conquistaria todas as inibições restantes do rapaz. Durante a doença de Byron, o próprio poeta relatou a Hobhouse e Lady Melbourne que continuava tendo relações sexuais, e que uma delas quase causou sua morte. Ainda que segundo Eisler, não é seguro "se este excesso de erotismo implícito  implicava só a Nicolo como parceiro, não é dito. Ainda tinha carinho suficiente pelo rapaz, mas sua obsessão sexual, com seu encarregado de seus assuntos, parece que tinha chegado a seu fim". No entanto, Nigel Leask, em 2004, afirma que Hobhouse teria desaprovado a relação de Byron com Giraud, e Fiona MacCarthy assinala em sua biografia de 2002 que Lady Melbourne "teria entendido que sua parceiro era uma mulher". Num leque de diversas opiniões biográficas e desacordos sobre as relações de Byron, incluindo a de Giraud, escrita antes de 2004, Douglass diz que "apesar da grande certeza sobre sua ambivalência sexual, a natureza exata dessas relações permanece difícil de compreender".

### Dom Leon

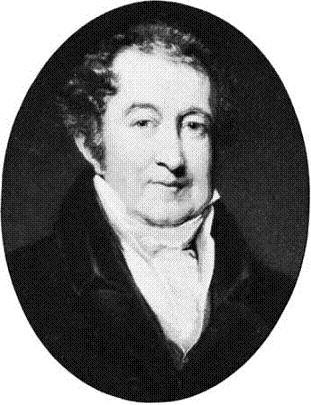
George Colmam, autor de Dom Leon.

George Colmam, amigo de Byron, escreveu anonimamente um poema intitulado Dom Leon, no qual, segundo Bernard Grebanier, "representa a Byron como tendo cortejado Giraud com presentes quando se conheceram pela primeira vez, e se esforçando de maneira pessoal em desenvolver a mente do rapaz".
Ao longo do poema, o narrador descreve como Byron (Dom Leon) passa seu tempo com Giraud:
O poema finaliza com a beleza de Giraud conquistando todos os medos que Byron pudesse ter sobre sua relação
G. Wilson Knight, ao contrario da maioria dos críticos iniciais, pensou que o poema era digno de resposta, ainda disse que era "do poeta de alta qualidade mais indecente de nossa literatura". No entanto, Grebanier acha que Colmam, como "recipiente das confidencias de Byron durante um período crucial da vida do poeta, e como homem que compartilhava o ódio de Byron por qualquer tipo de fingimentos ... deve ter entendido que era o sujeito ideal para a apresentação implacável, inclusive cruel, das verdades essenciais do dilema moral de Byron, como um método poderoso para acabar com a hipocrisia que sempre esteve na moda na Grã-Bretanha". O objetivo de Colmam não era necessariamente debater sobre Giraud, se não reagir ante aqueles que espalhavam rumores sobre Byron e lhe criticavam por seu romance frustrado, a razão de seu exílio. Não obstante, o poema sim centra-se em Giraud, e, como assinala Grebanier, "se, como diz o poema, o afeto de nosso herói estava fixo em Nicolo Giraud", então as ações de Byron são aceitáveis porque "não fazia mais do que seguir o costume de seu país. Uma vez viu ao formoso Ganimedes de quinze anos assistindo ao governador turco, um jovem grego, publicamente conhecido como o catamita do governador. Era delito fazer o que o governador fazia?"
Byrne Fone, um historiador dedicado a estudos relacionados com a homossexualidade, enfatiza como o poema e a discussão fictícia da relação entre Giraud e Byron proporcionam elementos para compreender as opiniões britânicas do século XIX sobre a homossexualidade. Para Fone, o poema foi escrito por alguém que conhecia a Byron e revela a homossexualidade do poeta. Fone também assinala que a publicação em 1833 do poema foi devida à detenção de William Bankes, um amigo homossexual de Byron, e a execução de Henry Nicholls por conduta homossexual. As linhas iniciais do poema mencionam a Talleyrand, a William Beckford e a William Courtenay. Fone diz que as referências a Beckford e Courtenay se empregam para falar do injusto trato aos homens homossexuais que não tinham cometido nenhum crime para valer, e para enfatizar a hipocrisia na Inglaterra em relação ao sexo. O poema depois afirma que o tratamento que Inglaterra dá à homossexuais força a Dom Leon a viajar a Grécia para poder realizar seus desejos e ser livre do controle intelectual, o que só acontece quando Dom Leon pode estar junto a Giraud. O Giraud fictício, segundo Fone, permite a Dom Leon romper com as correntes da homofobia de Inglaterra. O poema, segundo assinala, tenta convencer a Moore de que mencione os desejos homossexuais de Byron. Fone conclui, "Não é só o poema que é um eficaz ataque contra os preconceitos homofóbicos, mas o exemplo do próprio poeta"